# ニュウナイスズメ
ニュウナイスズメ（入内雀、学名：Passer rutilans）は、スズメ科スズメ属に分類される鳥類の1種。民家近くに生息するスズメとは対照的に林や森などを好む。黄雀（こうじゃく、おうじゃく、きすずめ）ともいう。

## 形態
全長約14cm。雄はスズメに似ているが頬に黒点がなく、頭部と背面はスズメよりもあざやかな栗色をしている。雌は薄茶色で、太い黄土色の眉斑が目立つ。

## 分布
北はロシア、東は日本、南はインド、西はアフガニスタンまで、東アジア、東南アジア、南アジア、中央アジアに広く分布する。

## 生態
日本では主に北海道の平地の林や本州中部以北の山地で5月から7月にかけて繁殖し、関東地方以南の暖地で越冬する。
繁殖期以外はニュウナイスズメ単独種で群れをつくるが、少数の場合はスズメの群れに混じる。
台湾やヒマラヤの山奥にあるスズメが進出していない村落では、スズメに代わって人家に営巣していることがある。

## 人間との関係
本種の和名の由来については以下の三説が有名である。
1. スズメに見られる頬の黒斑を欠くことから、ほくろの古名であるにふ（斑）が無い雀、ということで斑無雀。
2. 新嘗雀（にいなめすずめ）がなまったものであるとする柳田國男の説。
3. 平安時代に陸奥守として東北地方に左遷され、現地で恨みを抱いたまま死去した貴族、藤原実方が本種に転生して宮中に入り込み、納税された米を食い荒らしたという伝説がある。宮中（内廷）に入る雀、ということで入内雀。

後ろの二説にも関連するが、長い間本種は晩夏から初秋にかけて田に大群で押し寄せ、イネの未熟果を食い荒らす大害鳥と信じられていた。目にする機会が少ないにもかかわらず、鳥獣保護法でスズメと共に狩猟鳥に指定されているのはそれゆえである。